# Senja tingrett
Senja tingrett is een tingrett (kantongerecht) in de Noorse fylke Troms.
Het gerecht is gevestigd in Finnsnes. Het gerechtsgebied  omvat de gemeenten Bardu, Dyrøy, Målselv, Senja en Sørreisa. Het gerecht maakt deel uit van het ressort van Hålogaland lagmannsrett. In zaken waarbij beroep is ingesteld tegen een uitspraak van Senja zal de zitting van het lagmannsrett worden gehouden in Tromsø.